# Mohamad Al-Garni
Mohamad Al-Garni (ur. 2 lipca 1992) – katarski lekkoatleta specjalizujący się w biegu na 1500 metrów.
W 2009 zajął 5. lokatę na mistrzostwach świata juniorów młodszych. W tym samym roku odpadł w eliminacjach podczas mistrzostw świata w Berlinie. Rok później zdobył brązowy medal w biegu na 1500 m podczas mistrzostw świata juniorów w Moncton. Dwukrotny srebrny medalista halowych mistrzostw Azji. Uczestnik igrzysk olimpijskich w Londynie (2012). Mistrz Azji z Pune (2013). W marcu 2014 zdobył dwa złote medale halowych mistrzostw Azji w Hangzhou. Podwójny złoty medalista igrzysk azjatyckich (2014), mistrzostw Azji w Wuhanie (2015) oraz halowych mistrzostw Azji w Doha (2016).

## Osiągnięcia
| Rok  | Impreza                                     | Miejsce    | Konkurencja         | Lokata     | Wynik    |
| ---- | ------------------------------------------- | ---------- | ------------------- | ---------- | -------- |
| 2009 | Mistrzostwa świata juniorów młodszych       | Bressanone | bieg na 1500 m      | 5. miejsce | 3:43,86  |
| 2009 | Mistrzostwa świata                          | Berlin     | bieg na 1500 m      | eliminacje | 3:50,55  |
| 2010 | Mistrzostwa świata juniorów                 | Moncton    | bieg na 800 m       | 7. miejsce | 1:50,16  |
| 2010 | Mistrzostwa świata juniorów                 | Moncton    | bieg na 1500 m      | 3. miejsce | 3:38,91  |
| 2011 | Igrzyska panarabskie                        | Doha       | bieg na 1500 m      | 3. miejsce | 3:34,61  |
| 2012 | Halowe mistrzostwa Azji                     | Hangzhou   | bieg na 1500 m      | 2. miejsce | 3:58,04  |
| 2012 | Halowe mistrzostwa Azji                     | Hangzhou   | bieg na 3000 m      | 2. miejsce | 7:46,17  |
| 2012 | Halowe mistrzostwa świata                   | Stambuł    | bieg na 1500 m      | eliminacje | 3:47,63  |
| 2012 | Igrzyska olimpijskie                        | Londyn     | bieg na 1500 m      | półfinał   | 3:36,78  |
| 2013 | Mistrzostwa Rady Współpracy Zatoki Perskiej | Doha       | bieg na 1500 m      | 1. miejsce | 4:10,40  |
| 2013 | Mistrzostwa Rady Współpracy Zatoki Perskiej | Doha       | bieg na 5000 m      | 2. miejsce | 14:28,34 |
| 2013 | Mistrzostwa Azji                            | Pune       | bieg na 1500 m      | 2. miejsce | 3:40,75  |
| 2013 | Mistrzostwa świata                          | Moskwa     | bieg na 1500 m      | eliminacje | 3:40,01  |
| 2014 | Halowe mistrzostwa Azji                     | Hangzhou   | bieg na 1500 m      | 1. miejsce | 3:48,79  |
| 2014 | Halowe mistrzostwa Azji                     | Hangzhou   | bieg na 3000 m      | 1. miejsce | 8:08,65  |
| 2014 | Igrzyska azjatyckie                         | Inczon     | bieg na 1500 m      | 1. miejsce | 3:40,23  |
| 2014 | Igrzyska azjatyckie                         | Inczon     | bieg na 5000 m      | 1. miejsce | 13:26,13 |
| 2015 | Mistrzostwa Azji                            | Wuhan      | bieg na 1500 m      | 1. miejsce | 3:41,42  |
| 2015 | Mistrzostwa Azji                            | Wuhan      | bieg na 5000 m      | 1. miejsce | 13:34,47 |
| 2016 | Halowe mistrzostwa Azji                     | Doha       | bieg na 1500 m      | 1. miejsce | 3:36,35  |
| 2016 | Halowe mistrzostwa Azji                     | Doha       | bieg na 3000 m      | 1. miejsce | 7:39,23  |
| 2022 | Halowe mistrzostwa świata                   | Belgrad    | bieg na 3000 m      | eliminacje | 8:02,86  |
| 2023 | Halowe mistrzostwa Azji                     | Astana     | bieg na 1500 m      | 2. miejsce | 3:43,39  |
| 2023 | Halowe mistrzostwa Azji                     | Astana     | bieg na 3000 m      | 1. miejsce | 7:55,25  |
| 2023 | Mistrzostwa Azji                            | Bangkok    | bieg na 1500 metrów | 5. miejsce | 3:43,31  |
| 2023 | Mistrzostwa Azji                            | Bangkok    | bieg na 5000 metrów | 5. miejsce | 14:16,48 |
| 2023 | Igrzyska azjatyckie                         | Hangzhou   | bieg na 1500 metrów | 1. miejsce | 3:38,36  |
| 2023 | Igrzyska azjatyckie                         | Hangzhou   | bieg na 5000 metrów | 5. miejsce | 13:37,49 |

## Rekordy życiowe
- bieg na 800 metrów – 1:46.63 (29 maja 2010, Akwizgran)
- bieg na 1000 metrów – 2:17.32 (20 sierpnia 2012, Linz) – rekord Kataru.
- bieg na 1500 metrów – 3:34,61 (20 grudnia 2011, Doha)
- bieg na 1500 metrów (hala) – 3:36,35 (20 lutego 2016, Doha) – rekord Kataru.
- bieg na milę – 3:55.50 (4 czerwca 2010, Oslo) – rekord Kataru juniorów.
- bieg na 3000 metrów (hala) – 7:39,23 (21 lutego 2016, Doha) – rekord Kataru.

Al-Garni jest aktualnym rekordzistą Azji juniorów w biegu na 1500 metrów – 3:36.32 (9 czerwca 2010, Cuxhaven).